# 卡嘉莉·尤拉·阿斯哈
卡佳里·尤拉·阿斯哈（カガリ・ユラ・アスハ，Cagalli Yula Athha），登場作品為《機動戰士GUNDAM SEED》和續作《機動戰士GUNDAM SEED DESTINY》的主要女性角色。
金髮金眸的勇敢少女，生父母為悠連·響博士與其妻薇雅·響，有一個雙胞胎弟弟煌·大和。養父為歐普之獅烏茲米·那拉·阿斯哈。與阿斯蘭·薩拉曾為戀人，但現關係複雜。而系列監督福田己津央表示新劇場版完結後卡嘉莉將會在處理戰後以及煌·大和與拉克絲·克萊因隱退所衍生的問題後，讓位予托亞·真島然後與阿斯蘭結婚（？）。

## 原作劇情

### SEED
最初是在《SEED》第一集以不明人物的身份出現，穿着中性，戴着帽子。乍看之下根本不知道她是女孩子。在屬於歐普的海利歐波里斯殖民衛星受到攻擊的一片混亂中與煌初次相逢。
再次登場時，卡佳里是以游擊隊「光明沙漠」一員身分出現，與大天使號一同對抗札夫特名將，綽號沙漠之虎的安德列·渥特菲德。
沙漠之虎被煌·大和擊敗後，卡佳里與大天使一行一起離開北非。在一次迎擊札夫特時所駕FX-550 空中霸者（Skygrasper）被擊落，漂流至無人小島上，與之前被她擊落其座機之運輸機的阿斯蘭相遇。雖曾被阿斯蘭擊敗，卡佳里也不掩飾敵意，但在談話中得知他也有非常正當的戰鬥理由。夜間趁阿斯蘭睡著偷了他的槍，但最後無法對他扣下扳機而亂丟槍時槍枝走火，阿斯蘭為了保護她而受了傷，劍拔弩張的氣氛亦因此緩和，隔天分別時雙方互報了名字。
航行至歐普近海時大天使號受到伏擊，她才自報身份。原來是时任歐普代表首長，綽號歐普之獅——烏茲米·那拉·阿斯哈的女兒。大天使號離開歐普時原想跟著離開，但被其父勸退。
大天使號在歐普近海與札夫特軍的薩拉小隊大戰，煌與托爾失蹤。大天使因無法救援而通知歐普，卡佳里前去尋找煌時，卻找到受傷的阿斯蘭。責問他是否殺了煌時意外得知兩人實為昔日好友，阿斯蘭實也不願與煌為敵。卡佳里深覺戰爭的殘酷與荒謬，無法憎恨殺了煌的他。期後，歐普通知札夫特軍來領回阿斯蘭，離別時她將隨身的哈烏美亞守護石贈與他。
滿身創痍的大天使逃離阿拉斯加 JOSH-A基地後，歐普收留了他們。但不久歐普即因拒絕地球聯合軍的要求而遭到攻擊，雖然阿斯蘭也駕著ZGMF-X09A 正義GUNDAM（Justice）前來相助，歐普仍不敵。烏茲米率眾首長在曙光社自爆，被推上草薙號送上宇宙的卡佳里目睹其景只能哭喊父親。
其父臨行前交給她一張相片，其中揭露她與煌·大和是異卵雙胞胎姐弟。其後與阿斯蘭相戀。
在雅金·杜威攻防戰中，駕駛攻擊鋼彈的複製機MBF-02 嫣紅攻擊鋼彈首次出擊，並在戰鬥中成功發動SEED。混戰中與阿斯蘭一同入侵雅金·杜威要塞，也目睹了阿斯蘭之父派屈克·薩拉之死。最後她以「活著才是戰鬥！」這句話把原本準備和正義鋼彈一起自爆以破壞創世的阿斯蘭拉回來。

### SEED DESTINY
卡佳里赴札夫特與札夫特議長吉伯特·杜蘭朵談判，要求贖回因戰爭被俘的技術人員，但因為搶奪事件未能成功。之後因尤尼烏斯七號墜落事件而回到奧布，但因烏納特·艾瑪·聖蘭跟地球聯合軍簽訂聯合條約而無能為力。卡佳里在烏納特·艾瑪·聖蘭之子尤納強迫之下準備與之結婚，她百般不願但不知如何是好，在宣誓中最後一句時，為基拉·大和駕駛著自由鋼彈救出，和大天使號同行，直到第二次奧布防衛戰時回到奧布指揮戰鬥，並駕駛ORB-01 曉作戰。
戰鬥結束後回到奧布聯合首長國向全世界發表公開演說，與理法劃清界線。為了與杜蘭朵一戰而正式納大天使號一行為奧布宇宙軍，並與舊克萊因派結盟。在出發前脫下阿斯蘭給予的戒指，並對美鈴說「那個人（阿斯蘭）就拜託你了」後就揮淚離開，將自身戀情放下擔起奧布首長的重責。之後直至最終話也未有明確描寫兩人後續的關係，但最后在結局的時候阿斯蘭是穿著奧布的軍服，可以理解阿斯蘭在札多與奧布之間選擇待在卡佳里的近處。
后续广播剧中提到卡嘉丽在意有关阿斯兰的事情，为了让阿斯兰和真两人重归于好，她曾经给了穆一笔钱，让穆去调解阿斯兰和真两人的关系。
监督福田己津央曾在推特确认，命运结束后阿斯兰与卡嘉莉并未分手，但也没有结婚。（“别れてないし､结婚もしてないです”）
在新剧场版中阿斯兰与卡嘉莉已重修旧好。

## 設定資料
卡佳里是自然人，和煌是雙胞胎姐弟，但是煌早在受精的初期已經拿至體外作調整。不過卡佳里同樣可發動SEED覺醒，亦是劇中已知可以發動SEED的唯一一位自然人。
曾駕駛的機動裝甲：
- FX-550 空中霸者（Skygrasper）

曾駕駛的鋼彈：
- MBF-02 嫣紅攻擊鋼彈（Strike Rouge）
- ORB-01 曉（Akatsuki）

曾操縱的戰艦：
- 草薙號

## 軼話
謠言指出後期因其聲優進藤尚美與導演福田己津央有爭執，其原因為幫真·飛鳥的聲優鈴村健一的「主角事件」說話，導致戲份突然驟減，連劇中男友阿斯蘭·薩拉在第二季前段交給她的戒指也摘下，到最後一話也只剩影片交代去向。更有傳言指出，由於《SEED DESTINY》編導與《電童》的製作群有過節，而之後《電童》的骨幹成員又重用進藤尚美，更加深《SEED DESTINY》編導對她的厭惡。

## 外部連結
- 卡嘉蓮·尤拉·阿斯巴《機動戰士GUNDAM SEED》gundam.info官方網站 （页面存档备份，存于）（繁體中文）（简体中文）（英文）
- 卡嘉蓮·尤拉·阿斯巴《機動戰士GUNDAM SEED DESTINY》gundam.info官方網站 （页面存档备份，存于）（繁體中文）（简体中文）（英文）
- 卡嘉蓮·尤拉·阿斯巴《機動戰士GUNDAM SEED FREEDOM》官方網站